# Cantó de M'tsangamouji
El cantó de M'tsangamouji és un cantó francès del departament d'ultramar de Mayotte. Abasta el municipi de M'tsangamouji.

## Història
| Data d'elecció                           | Identitat           | Partit        | Qualitat |
| ---------------------------------------- | ------------------- | ------------- | -------- |
| 2004-2011                                | Ahamada Madi Chanfi | Divers droite |          |
| 2011-                                    | Ben Issa Ousseni    | UMP           |          |
| les dades anteriors no són pas conegudes |                     |               |          |
|                                          |                     |               |          |